# Saison 2016 de l'équipe cycliste Liv-Plantur
La saison 2016 de l'équipe cycliste Liv-Plantur est la sixième de la formation. Le recrutement est marqué par le départ des leaders de l'équipe : Amy Pieters et Amy Pieters, ainsi que de la sprinteuse Lucy Garner. En compensation, la formation enregistre l'arrivée de la Canadienne Leah Kirchmann.
Leah Kirchmann réalise une très bonne saison. Elle gagne le Drentse 8 et une étape du Tour d'Italie. Elle est aussi troisième du Tour de l'île de Chongming et de la RideLondon-Classique. Elle conclut la saison à une étonnante deuxième place du World Tour. Liv-Plantur est cinquième par équipes de cette compétition et septième du classement UCI. 

## Préparation de la saison

### Partenaires et matériel de l'équipe

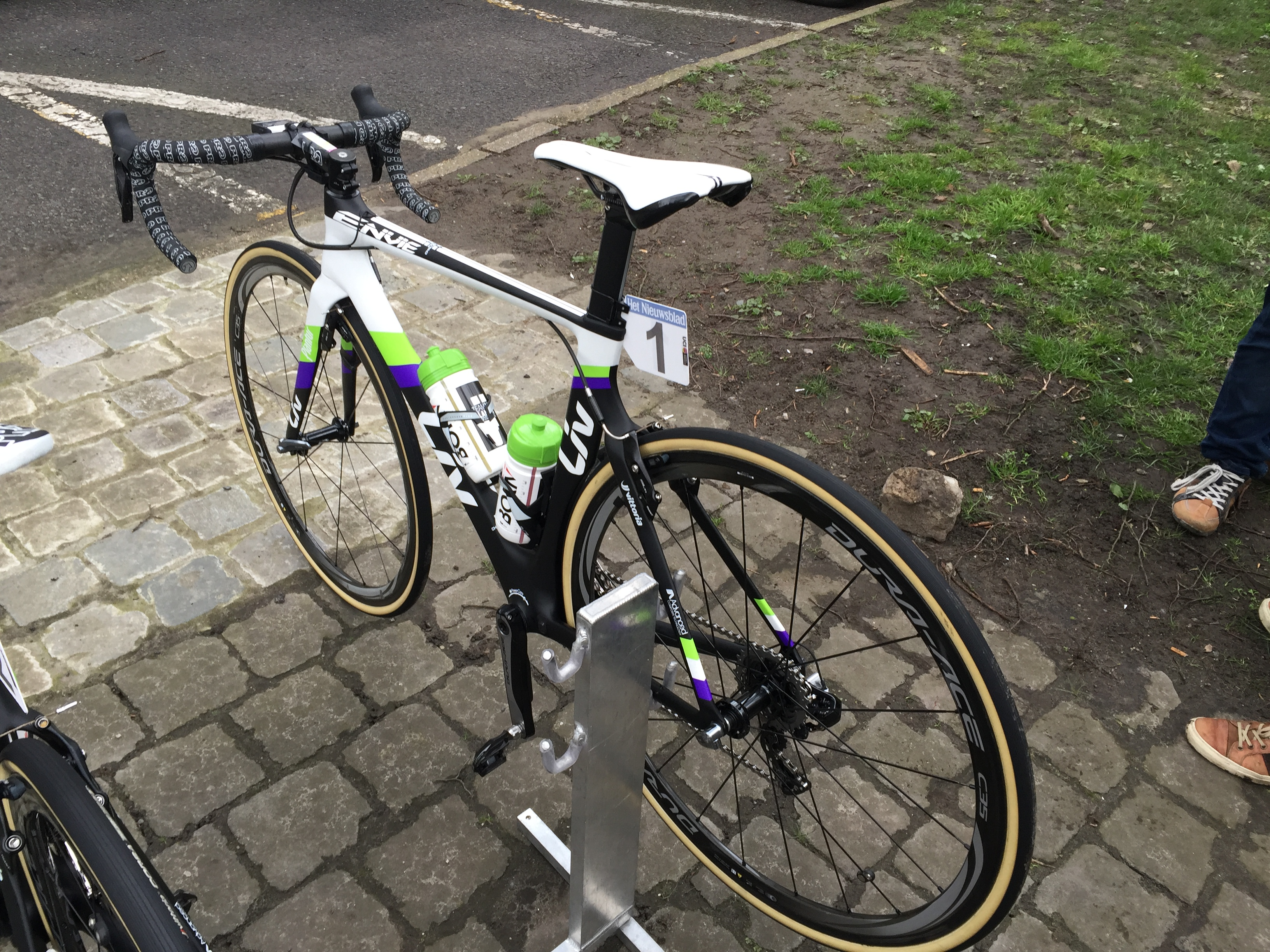
Vélo de l'équipe en 2016

La marque Liv propriété du groupe Giant est le partenaire principal de l'équipe. La marque de shampoing Alpecin, sous sa marque Plantur, est le partenaire secondaire.

### Arrivées et départs
L'équipe recrute la Canadienne Leah Kirchmann. Déjà championne de son pays en 2014 sur route et en contre-la-montre, c'est sa première saison dans une équipe européenne. Les autres recrues sont la spécialiste du cyclo-cross Sabrina Stultiens, la grimpeuse australienne Carlee Taylor, les jeunes Néerlandaises Riejanne Markus et Rozanne Slik, ainsi que la Britannique Molly Weaver.
Au niveau des départs, la leader de l'année précédente Amy Pieters rejoint la formation Wiggle High5, tout comme la sprinteuse Lucy Garner. La spécialiste des courses à étapes  Claudia Lichtenberg quitte aussi la formation. Elle est accompagnée chez Lotto Soudal Ladies  par Willeke Knol. Maaike Polspoel a de facto quitté l'équipe l'année précédente.
Le recrutement plutôt modeste permet à la jeune Floortje Mackaij  de gagner en responsabilité au sein de l'équipe.	
| Arrivées          | Équipe 2015                    |
| ----------------- | ------------------------------ |
| Leah Kirchmann    | Optum-Kelly Benefit Strategies |
| Riejanne Markus   | Parkhotel Valkenburg           |
| Rozanne Slik      | Parkhotel Valkenburg           |
| Sabrina Stultiens | Rabo Liv Women                 |
| Carlee Taylor     | Lotto Soudal Ladies            |
| Molly Weaver      | Matrix Fitness                 |

| Départs             | Équipe 2016                       |
| ------------------- | --------------------------------- |
| Lucy Garner         | Wiggle High5                      |
| Willeke Knol        | Lotto Soudal Ladies               |
| Claudia Lichtenberg | Lotto Soudal Ladies               |
| Amy Pieters         | Wiggle High5                      |
| Maaike Polspoel     | maladie puis Lensworld.eu-Zannata |

## Effectif et encadrement

### Effectif

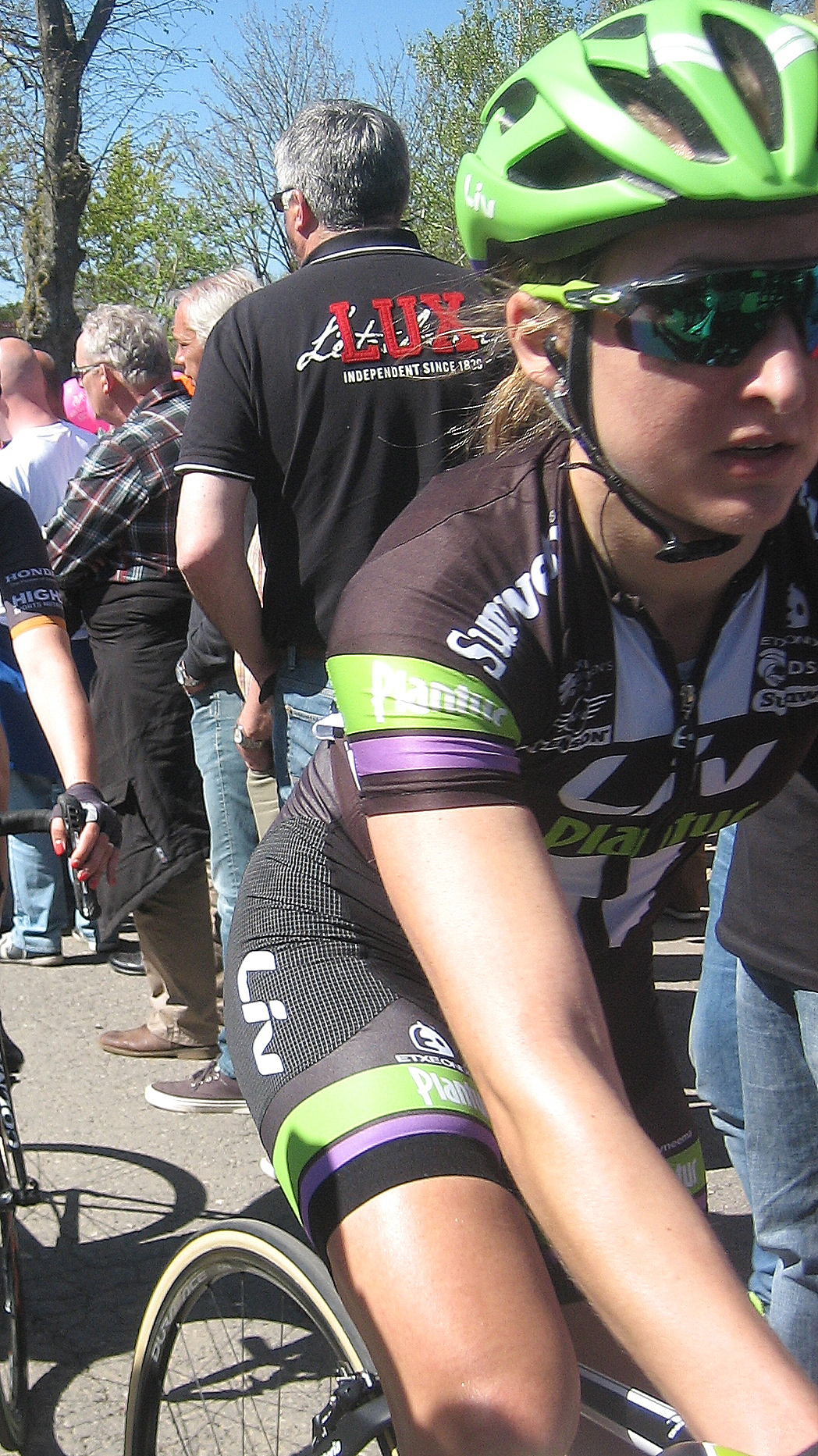
Leah Kirchmann est la principale recrue de l'équipe

| Effectif 2016     | Effectif 2016     | Effectif 2016 | Effectif 2016                           |
| Cycliste          | Date de naissance | Pays          | Équipe précédente                       |
| ----------------- | ----------------- | ------------- | --------------------------------------- |
| Leah Kirchmann    | 30 juin 1990      | Canada        | Optum-Kelly Benefit Strategies (2015)   |
| Floortje Mackaij  | 18 octobre 1995   | Pays-Bas      |                                         |
| Riejanne Markus   | 1 septembre 1994  | Pays-Bas      | Parkhotel Valkenburg Continental (2015) |
| Sara Mustonen     | 8 février 1981    | Suède         | Faren-Kuota (2013)                      |
| Rozanne Slik      | 21 avril 1991     | Pays-Bas      | Parkhotel Valkenburg Continental (2015) |
| Julia Soek        | 12 décembre 1990  | Pays-Bas      | Sengers (2013)                          |
| Kyara Stijns      | 9 octobre 1995    | Pays-Bas      |                                         |
| Sabrina Stultiens | 8 juillet 1993    | Pays-Bas      | Rabo Liv Women (2014)                   |
| Carlee Taylor     | 15 février 1989   | Australie     | Lotto Soudal Ladies (2015)              |
| Molly Weaver      | 15 mars 1994      | Royaume-Uni   | Matrix Fitness Pro Cycling (2015)       |
|                   |                   |               |                                         |
| Source : UCI      |                   |               |                                         |

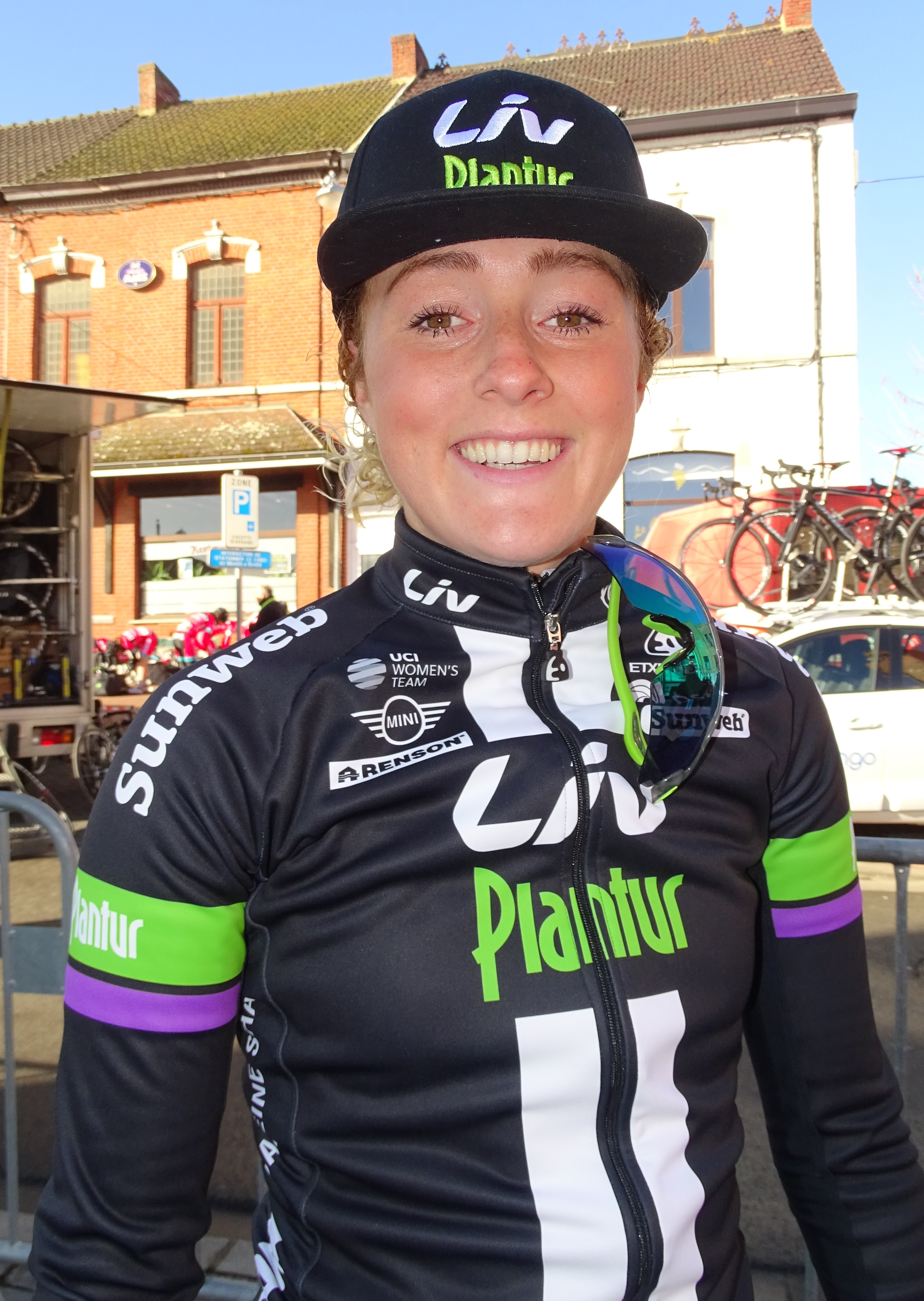
Floortje Mackaij
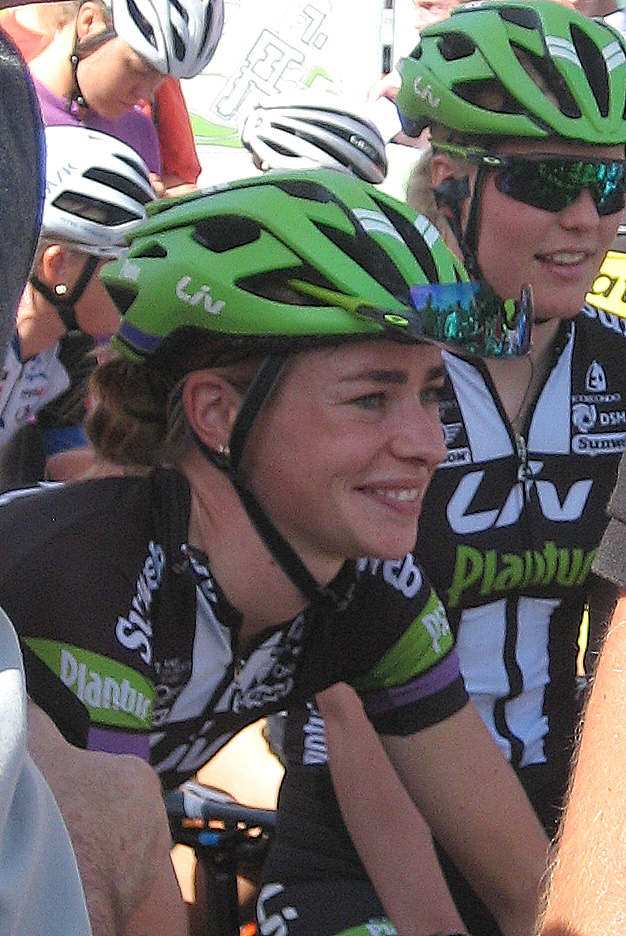
Riejanne Markus
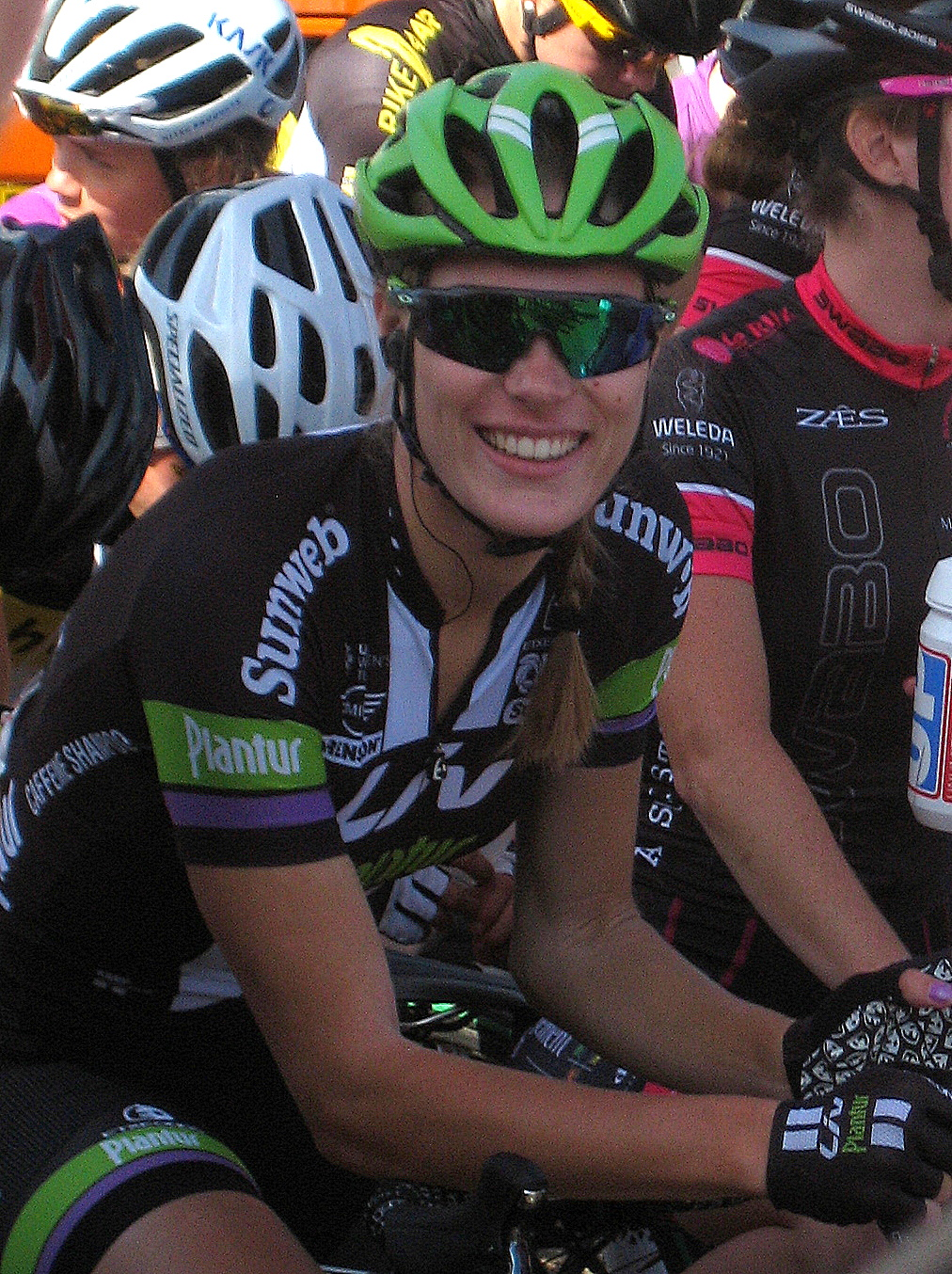
Kyara Stijns
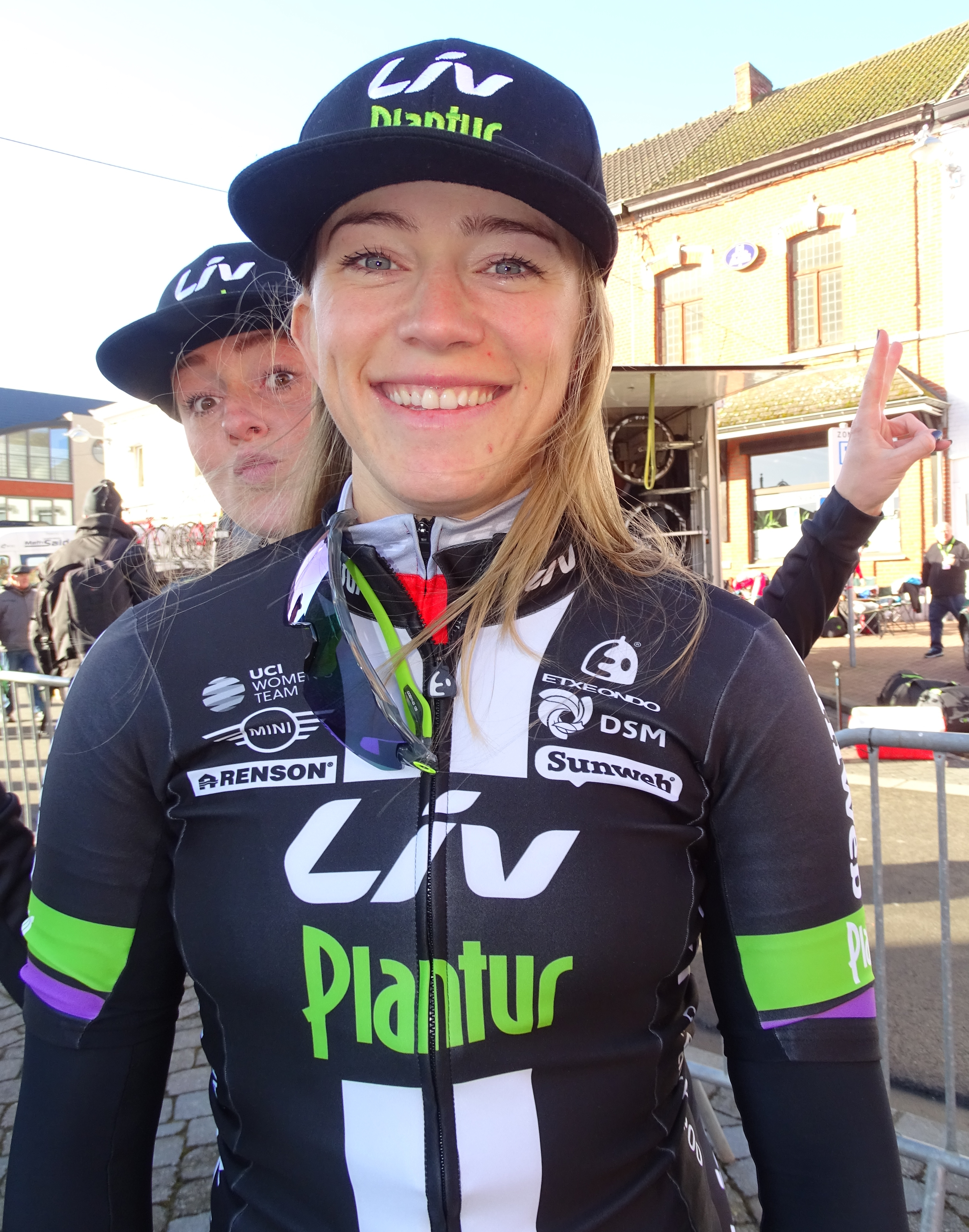
Julia Soek
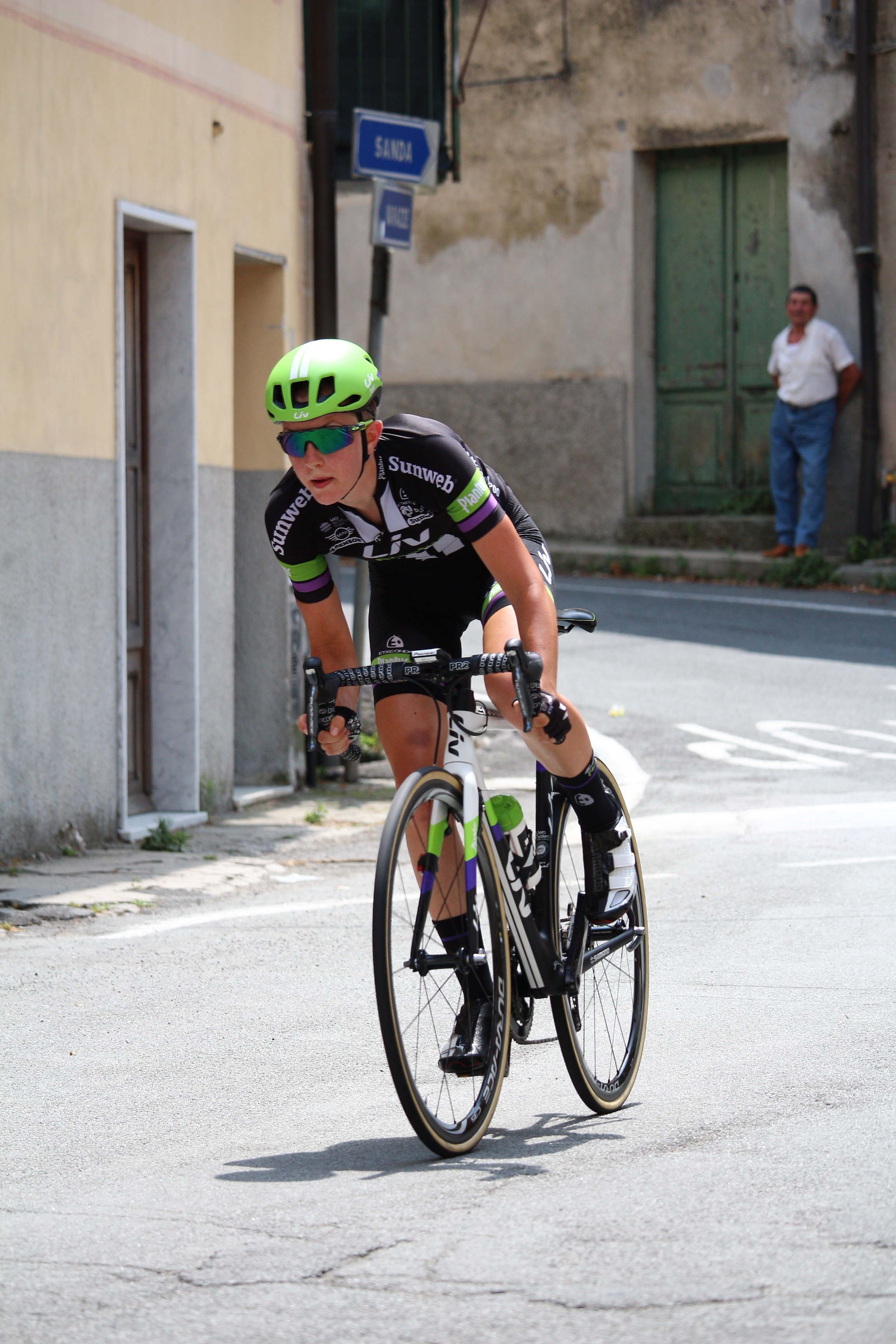
Molly Weaver

### Encadrement
Hans Timmermans est directeur sportif. Marloes Poelman est le représentant de l'équipe auprès de l'UCI. L'équipe enregistre de nombreux directeurs sportifs adjoints : Morten Bennekou, Adriaan Helmantel, Rudi Kemna, Mattias Reck, Marc Reef, Dirk Reuling, Luke Roberts, Arthur van Dongen et Aike Visbeek.

## Déroulement de la saison

### Mars
Au Circuit Het Nieuwsblad, Leah Kirchmann termine troisième du sprint du peloton et quatrième de la course. Aux Strade Bianche, elle fait partie du groupe se disputant la quatrième place et se classe dixième.
Au Tour de Drenthe, le peloton arrive pour la quatrième place. Floortje Markaij est septième et Leah Kirchmann dixième. Le lendemain, au Drentse 8, Leah Kirchmann prend la bonne échappée . Elle remporte au sprint l'épreuve et obtient ainsi sa première victoire en Europe. 
À la fin du mois, Leah Kirchmann finit septième de Gand-Wevelgem. Une nouvelle fois au sprint.

### Avril

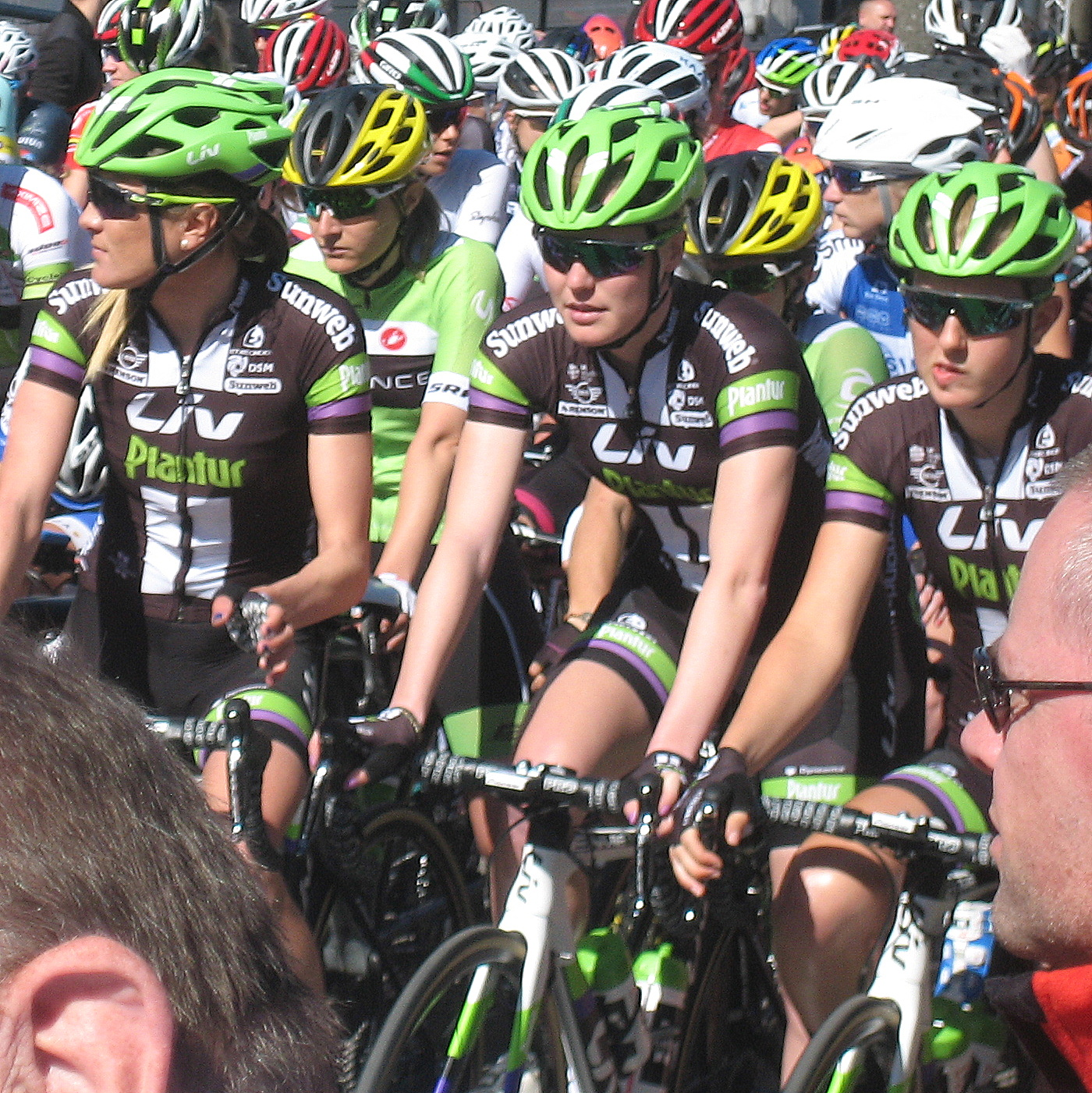
Au départ de la Flèche wallonne

L'équipe manque de succès au Tour des Flandres, Floortje Mackaij  étant la première de la formation à la quarante-septième place. Elle remporte ensuite le classement de la meilleure jeune de l'Energiewacht Tour.

### Mai
Au Tour de l'île de Chongming, Leah Kirchmann est deuxième du sprint de la première étape, puis de nouveau deuxième le lendemain. Dixième de la dernière étape, elle est troisième du classement général final. 

### Juin
Au Women's Tour, Leah Kirchmann et Floortje Mackaij se classe dans le top 10 des arrivées au sprint, la première étant notamment deuxième de la quatrième étape. Elle se classe sixième du classement général. Floortje Mackaij en est dixième et meilleure jeune. 
Au Tour du Trentin, Riejanne Markus est deuxième du sprint de la deuxième étape secteur b derrière  Thalita de Jong.

### Juillet

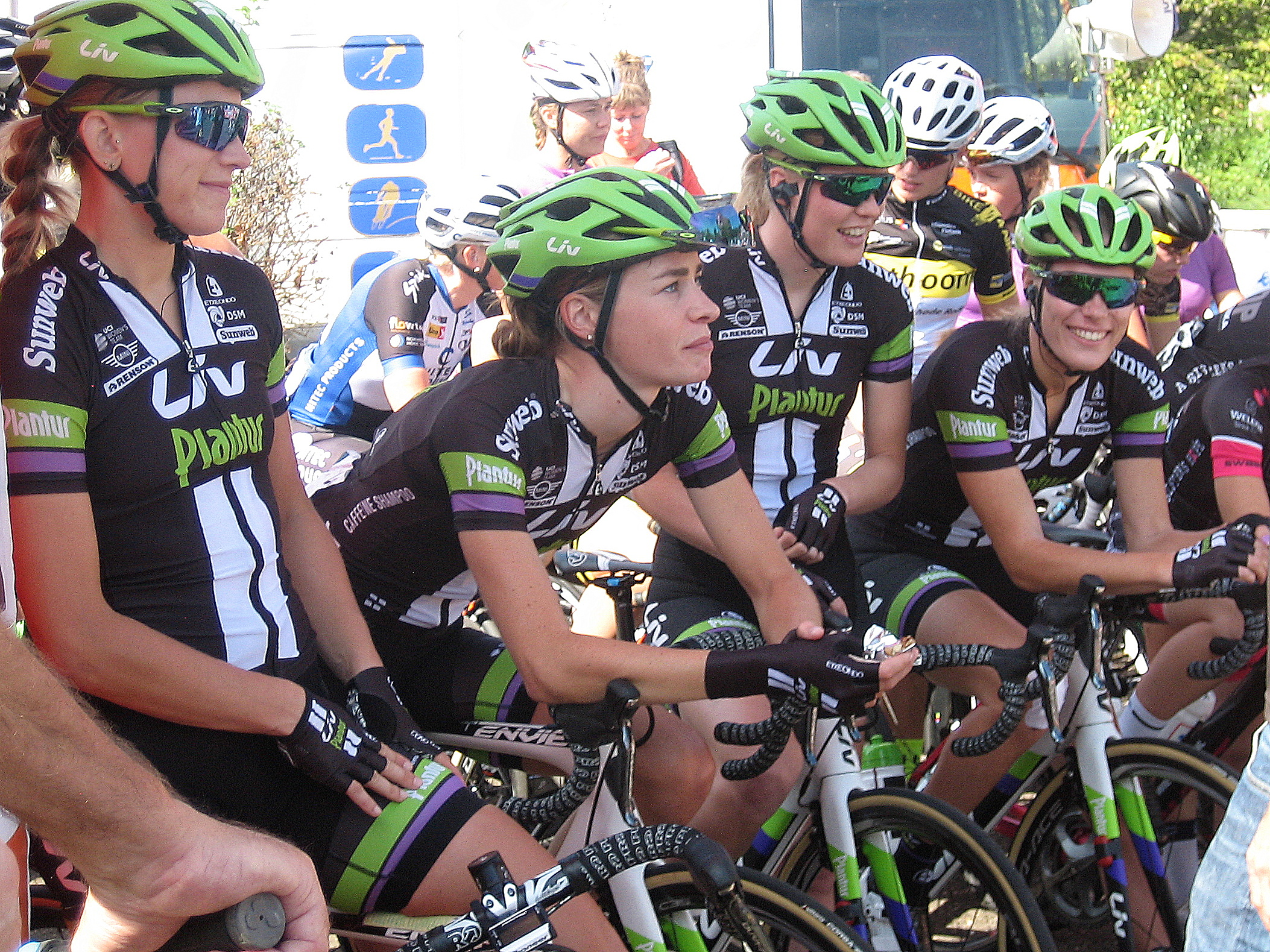
Au Boels Ladies Tour

Au Tour d'Italie, Leah Kirchmann remporte le prologue, mais perd le maillot rose dès le lendemain. Huitième des deuxième, troisième et quatrième étapes, elle est neuvième du classement général avant la première étape de montagne, où elle se classe treizième à plus de cinq minutes de Mara Abbott. À la même place le lendemain, elle reperd du temps mais réintègre le top dix du classement général. Elle se classe huitième du contre-la-montre et devient huitième du classement général. Lors de la neuvième étape, un groupe de neuf coureuses s'extrait du peloton en début d'étape. Il comprend : Mayuko Hagiwara, Sheyla Gutiérrez, Lauren Kitchen, Thalita de Jong, Charlotte Bravard, Ingrid Drexel, Maria Giulia Confalonieri, Ane Santesteban et Riejanne Markus, déjà échappée la veille. Le groupe compte jusqu'à cinq minutes d'avance et aborde la côte dans le final avec trois minutes trente d'écart. Thalita de Jong attaque dans la pente et passe au sommet avec six secondes d'avantage. Elle gagne en solitaire en consolidant cette avance. Ses poursuivantes, réduites à cinq, se disputent la deuxième place au sprint. Riejanne Markus se montre la plus rapide.
Au BeNe Ladies Tour, Floortje Mackaij est deuxième de la deuxième étape secteur a, puis du contre-la-montre. Quatrième de la dernière étape elle termine l'épreuve à la deuxième place du classement général.
Fin juillet, Leah Kirchmann se classe troisième du sprint massif de RideLondon-Classique.

### Août

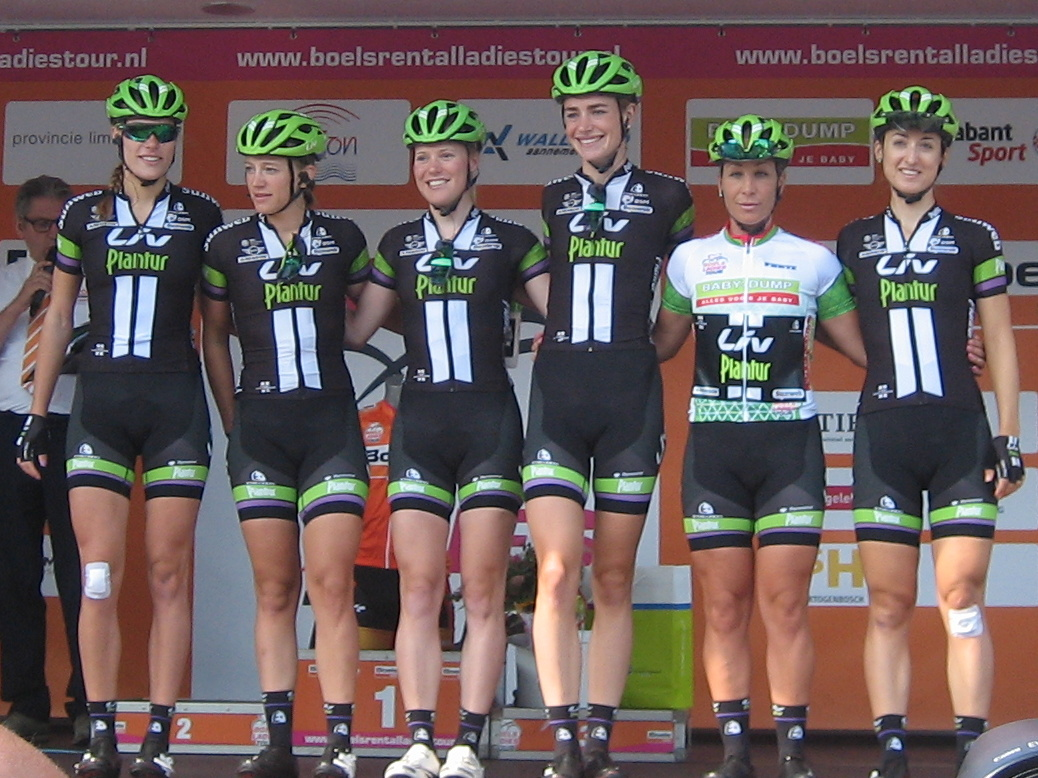
Au Boels Ladies Tour

Pour la course en ligne des Jeux olympiques de Rio, Leah Kirchmann est sélectionnée par le Canada. Elle finit trente-huitième de l'épreuve.
À l'Open de Suède Vårgårda, un groupe de neuf coureuses avec les principales équipes représentées part. Il est constitué de : Emilia Fahlin, Amy Pieters, Chantal Blaak, Lotta Lepistö, Maria Giulia Confalonieri, Hannah Barnes, Amanda Spratt , Julia Soek et Shara Gillow. Même si l'avance de cette échappée ne dépasse jamais deux minutes, la poursuite ne s'organisant pas, elle se dispute la victoire. Julia Soek est huitième.
Au Grand Prix de Plouay, elle accélère à mi-course avec Katarzyna Niewiadoma. Cela disloque le peloton, mais celui-ci ne les laisse pas partir. À l'entrée du dernier tour, Leah Kirchmann part seule en tête. Elle n'est reprise que dans la côte de Ty Marrec.La victoire se joue dans un sprint à quatorze où elle est sixième.

### Octobre
L'épreuve en ligne des championnats du monde sur route se conclut par un sprint massif. Leah Kirchmann est quatorzième, Sara Mustonen dix-septième.

### Victoires

#### Sur route
| Date        | Course                    | Pays     | Classe | Vainqueur      |
| ----------- | ------------------------- | -------- | ------ | -------------- |
| 13 mars     | Drentse 8                 | Pays-Bas | 1.2    | Leah Kirchmann |
| 1re juillet | Prologue du Tour d'Italie | Italie   | 2.WWT  | Leah Kirchmann |

### Résultats sur les courses majeures

#### World Tour
| Date         | #  | Course                                   | Pays            | Meilleure classée | Classement |
| ------------ | -- | ---------------------------------------- | --------------- | ----------------- | ---------- |
| 5 mars       | 1  | Strade Bianche                           | Italie          | Leah Kirchmann    | 10e        |
| 12 mars      | 2  | Tour de Drenthe                          | Pays-Bas        | Floortje Mackaij  | 7e         |
| 20 mars      | 3  | Trofeo Alfredo Binda-Comune di Cittiglio | Italie          | Leah Kirchmann    | 13e        |
| 27 mars      | 4  | Gand-Wevelgem                            | Belgique        | Leah Kirchmann    | 7e         |
| 3 avril      | 5  | Tour des Flandres                        | Belgique        | Floortje Mackaij  | 47e        |
| 20 avril     | 6  | Flèche wallonne                          | Belgique        | Leah Kirchmann    | 21e        |
| 6-8 mai      | 7  | Tour de l'île de Chongming               | Chine           | Leah Kirchmann    | 3e         |
| 19-22 mai    | 8  | Tour de Californie                       | États-Unis      | -                 | -          |
| 5 juin       | 9  | Philadelphia Cycling Classic             | États-Unis      | -                 | -          |
| 15-19 juin   | 10 | The Women's Tour                         | Grande-Bretagne | Leah Kirchmann    | 6e         |
| 1-10 juillet | 11 | Tour d'Italie                            | Italie          | Leah Kirchmann    | 8e         |
| 24 juillet   | 12 | La course by Le Tour de France           | France          | Leah Kirchmann    | 12e        |
| 6-8 mai      | 13 | RideLondon-Classique                     | Grande-Bretagne | Leah Kirchmann    | 3e         |
| 19 août      | 14 | Open de Suède Vårgårda TTT               | Suède           | Liv-Plantur       | ?          |
| 21 août      | 15 | Open de Suède Vårgårda                   | Suède           | Julia Soek        | 8e         |
| 27 août      | 16 | Grand Prix de Plouay                     | France          | Leah Kirchmann    | 6e         |
| 11 septembre | 17 | La Madrid Challenge by La Vuelta         | Espagne         |                   |            |

La formation est cinquième du classement par équipes. Leah Kirchmann est deuxième du classement individuel.

#### Grand tour
| Grand tour            | Tour d'Italie       |
| --------------------- | ------------------- |
| Coureuse (classement) | Leah Kirchmann (8e) |
| Accessits             | 1 victoire d'étape  |

## Classement mondial
| Rang | Coureuse          | Points |
| ---- | ----------------- | ------ |
| 8    | Leah Kirchmann    | 877,75 |
| 31   | Floortje Mackaij  | 382    |
| 83   | Sara Mustonen     | 131,75 |
| 116  | Riejanne Markus   | 80,75  |
| 136  | Sabrina Stultiens | 60     |
| 137  | Rozanne Slik      | 59,75  |
| 189  | Julia Soek        | 36,75  |
| 197  | Carlee Taylor     | 33     |
| 238  | Molly Weaver      | 20     |
| 384  | Kyara Stijns      | 8      |

Liv-Plantur est septième au classement par équipes.